# Une ténébreuse affaire (téléfilm, 1975)

Une ténébreuse affaire  est un  téléfilm français d'Alain Boudet diffusé en 1975, adapté du roman Une ténébreuse affaire d'Honoré de Balzac.

## Synopsis
À la veille de la bataille de Marengo, Talleyrand, Fouché, Sieyès et leur bras armé Corentin complotent contre Napoléon Bonaparte dont ils prévoient la défaite. Dans le même temps, les familles Simeuses, Hauteserre et leur cousine Laurence de Cinq-Cygne, alliées aux ultra-royalistes, projettent d'envahir la France avec les armées étrangères. Corentin et son acolyte Peyrade, qui ont fait enlever à Arcis-sur-Aube un sénateur, ont également l'ordre d'arrêter les royalistes et de brûler des papiers compromettants. Ils réussissent en effet à arrêter les Simeuses et les Hauteserre qui vont être condamnés. Laurence de Cinq-Cygne va elle-même trouver le futur empereur sur le champ de bataille à la veille de la bataille d'Iéna pour demander la grâce des condamnés. Napoléon refuse, mais par la suite, il engagera les Simeuses et les Hauteserre, gagnés à sa cause, dans ses armées. L'empereur revient victorieux de Marengo, le complot de Fouché a échoué.

## Fiche technique
- Réalisateur : Alain Boudet
- Œuvre d'origine : Honoré de Balzac
- Adaptation et dialogues : Jean-Louis Roncoroni
- Pays de production :  France
- Durée : 1 h 30
- Sortie en France : juin 1975

## Distribution
- Stéphane Bouy : Corentin
- Robert Bazil : Michu
- Thérèse Liotard : Laurence de Cinq-Cygne
- Nita Klein : Marthe
- Alain Nobis : le sénateur Malin de Gondreville
- Gilbert Vilhon : Peyrade
- Françoise Lugagne : madame d'Hauteserre
- Henri Deus : Paul-Marie de Simeuse
- Dominique Rollin : Adrien d'Hauteserre
- Patrick Laval : Robert d'Hauteserre
- Jean-Marie Bernicat : le juge Granville
- Cyrille Brisse : le petit François